# Baschkirische Staatliche Universität

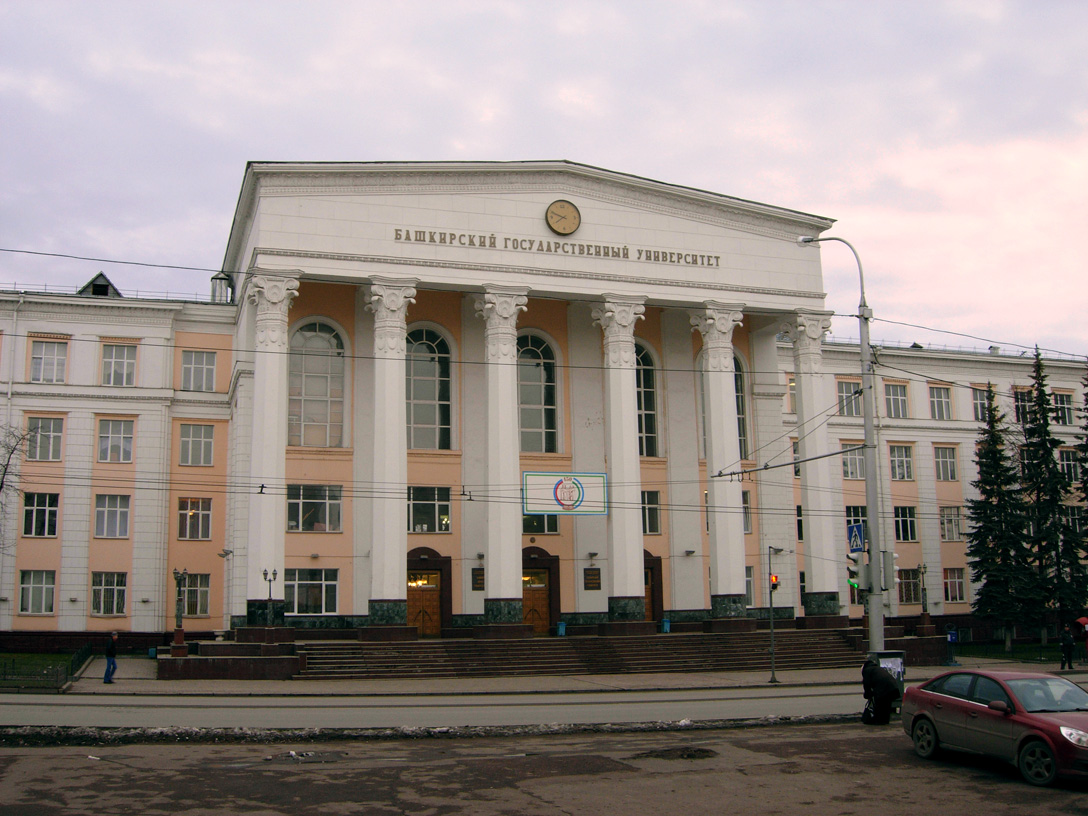
Hauptgebäude

Die Baschkirische Staatliche Universität (russisch Башкирский государственный университет (БашГУ) Baschkirski gossudarstwenny universitet (BaschGU)) war eine staatliche Universität in Ufa, der Hauptstadt der Republik Baschkortostan (Russland). Zuletzt war Wadim Petrowitsch Sacharow Rektor der Universität.
Die Universität wurde 1909 gegründet und war eine der wichtigsten Universitäten Baschkortostans. Sie vergab Master- und Bachelor-Abschlüsse. Die Universität bot auch Programme für Aspiranten und Doktoranden an. Es gab deneben auch Angebote für Postgraduiertenstudien, Doktoratsstudien und Räte zur Verteidigung von Doktorarbeiten. 2018 wurden 150.000 Studenten ausgebildet. 2022 wurde sie mit der Staatlichen Luftfahrttechnischen Universität Ufa zur Universität für Wissenschaft und Technologie Ufa fusioniert.

## Geschichte
Die Universität wurde 1909 als Lehrer-Institut gegründet. Ab 1919 hieß sie „Institut für Volksbildung“. 1922 wurde der Name leicht in Praktisches Institut für Volksbildung geändert, was aber 1924 wieder rückgängig gemacht wurde und das Institut seinen vorherigen Namen erhielt. 1929 erfolgte eine weitere Umbenennung in „Pädagogisches Institut benannt nach K. A. Timirjasew“. Im Jahr 1957 erhielt die Universität den letzten Namen und Status als Baschkirische Staatliche Universität. Zwischenzeitlich hieß sie von 1958 bis 1992 Baschkirische Staatliche 40-Jahre-Oktober-Universität. 2021 kündigte die baschkirische Regierung eine Fusion der Staatlichen Luftfahrttechnischen Universität Ufa und der Staatlichen Baschkirischen Universität an. Die akademischen Räte billigten diesen Schritt. 2022 wurden die beiden Universitäten vereint. Dies löste öffentliche Empörung und Kritik seitens Wissenschaftlern, Lehrkräften, Mitarbeitern und Studierenden beider nunmehr ehemaligen Universitäten aus.

## Fakultäten
Die Universität bestand aus insgesamt 10 Fakultäten: 
- Fakultät für Baschkirische Philologie und Journalismus
- Fakultät für Biologie
- Fakultät für Geographie
- Fakultät für Ingenieurwissenschaften
- Fakultät für Mathematik
- Fakultät für Informationstechnologie
- Fakultät für Psychologie
- Fakultät für Romanisch-Germanische Philologie
- Fakultät für Philologie
- Fakultät für Philosophie und Soziologie
- Fakultät für Chemie

Darüber hinaus umfasste die Universität Institute für Geschichte und Staatsverwaltung, Recht, Wirtschaft, Finanzen und Geschäftsführung sowie das Physikalisch-Technische Institut. Sie betrieb daneben auch kleinere Filialen in den baschkirischen Städten Sibai, Sterlitamak, Neftekamsk und Birsk.